# Laguna de los Cocos
La laguna de los Cocos (en inglés: Cocos Lagoon) aparece como un pequeño atolón de coral incompleto unido a la costa suroeste del territorio estadounidense de Guam, cerca de la localidad de Merizo. Se extiende unos 5,5 km de este a oeste y 3,5 km de norte a sur, con una superficie de más de 10 km².
La isla del Coco y la isla Babe se ubican por encima de la porción sur de la barrera de coral de Merizo y separa la laguna de los Cocos del océano abierto en el sur. En el este, la laguna está separada de la barrera de arrecife de Achang por el estrecho canal de Manell que conduce a la bahía de Achang. En el noroeste, el canal de Mamaon  separa la laguna Cocos de la isla principal de Guam y permite el acceso en barco a Merizo.